# Championnat d'Islande féminin de football 2023
Navigation
Édition précédente Édition suivante
Le championnat d'Islande féminin de football 2023 est la 52e édition du championnat d'Islande féminin. Les dix meilleurs clubs de football féminin d'Islande sont regroupés au sein d'une poule unique, la Úrvalsdeild, où ils s'affrontent deux fois au cours de la saison, à domicile et à l'extérieur.

## Organisation
Le championnat à 10 équipes se déroule par match aller-retour soit dix-huit rencontres, neuf à domicile et neuf à l'extérieur. À la fin de cette phase, les 6 meilleures équipes forment une poule où se dispute le titre, tandis que les quatre dernières forment un poule où se dispute le maintien.

## Équipes engagées
| \| Agglomération de Reykjavik: Breiðablik Stjarnan Þróttur Valur Reykjavik Keflavík Selfoss ÍBV Þór/KA Tindastóll FH \| Localisation des clubs engagés. |
| Agglomération de Reykjavik: Breiðablik Stjarnan Þróttur Valur Reykjavik Keflavík Selfoss ÍBV Þór/KA Tindastóll FH                                       |

| Club                     | Classement 2020 | Stade             | Capacité |
| ------------------------ | --------------- | ----------------- | -------- |
| Valur Reykjavik          | 1er             | Vodafonevöllurinn | 2 500    |
| Ungmennafélagið Stjarnan | 2e              | Samsung völlurinn | 2 300    |
| Breiðablik Kopavogur     | 3e              | Kópavogsvöllur    | 5 500    |
| Þróttur Reykjanesskagi   | 4e              | Valbjarnarvöllur  | 5 500    |
| UMF Selfoss              | 5e              | Selfossvöllur     | 950      |
| ÍB Vestmannaeyja         | 6e              | Hásteinsvöllur    | 3 000    |
| Þór/KA                   | 7e              | Akureyrarvöllur   | 4 000    |
| ÍBK Keflavík             | 8e              | Keflavíkurvöllur  | 4 000    |
| FH Hafnarfjörður         | 1er (D2)        |                   |          |
| Tindastóll               | 2e (D2)         |                   |          |

## Compétition

### Première phase
Le barème utilisé pour établir le classement est le suivant : 3 points pour une victoire, 1 point pour un match nul et 0 point pour une défaite.
| Rang | Équipe       | Pts | J  | G  | N | P  | Bp | Bc | Diff |
| ---- | ------------ | --- | -- | -- | - | -- | -- | -- | ---- |
| 1    | Valur T      | 42  | 18 | 13 | 3 | 2  | 42 | 15 | +27  |
| 2    | Breiðablik   | 34  | 18 | 10 | 4 | 4  | 42 | 20 | +22  |
| 3    | Stjarnan     | 29  | 18 | 8  | 5 | 5  | 26 | 19 | +7   |
| 4    | Þróttur      | 28  | 18 | 8  | 4 | 6  | 31 | 22 | +9   |
| 5    | FH P         | 28  | 18 | 8  | 4 | 6  | 25 | 20 | +5   |
| 6    | Þór/KA       | 26  | 18 | 8  | 2 | 8  | 25 | 24 | +1   |
| 7    | Tindastóll P | 19  | 18 | 5  | 4 | 9  | 14 | 32 | -18  |
| 8    | ÍBV          | 18  | 18 | 5  | 3 | 10 | 15 | 27 | -12  |
| 9    | Keflavík     | 17  | 18 | 4  | 5 | 9  | 11 | 27 | -16  |
| 10   | Selfoss      | 11  | 18 | 3  | 2 | 13 | 10 | 35 | -25  |

|  | Poule de championnat                                                                     |
|  | Poule de relégation                                                                      |
|  | (T) Tenant du titre (C) Vainqueur de la Coupe d'Islande (P) : Promu de deuxième division |

### Deuxième phase

#### Groupe championnat
| Rang | Équipe     | Pts | J  | G  | N | P  | Bp | Bc | Diff |
| ---- | ---------- | --- | -- | -- | - | -- | -- | -- | ---- |
| 1    | Valur T    | 49  | 23 | 15 | 4 | 4  | 52 | 19 | +33  |
| 2    | Breiðablik | 43  | 23 | 13 | 4 | 6  | 42 | 20 | +22  |
| 3    | Þróttur    | 38  | 23 | 11 | 5 | 7  | 40 | 27 | +13  |
| 4    | Stjarnan   | 38  | 23 | 11 | 5 | 7  | 26 | 19 | +7   |
| 5    | Þór/KA     | 33  | 23 | 10 | 3 | 10 | 31 | 35 | -4   |
| 6    | FH P       | 29  | 23 | 8  | 5 | 10 | 31 | 32 | -1   |

|  | Champion d'Islande et qualifié pour la Ligue des champions 2024-2025                     |
|  | Qualifié pour la Ligue des champions 2024-2025                                           |
|  | (T) Tenant du titre (C) Vainqueur de la Coupe d'Islande (P) : Promu de deuxième division |

#### Groupe relégation
| Rang | Équipe       | Pts | J  | G | N | P  | Bp | Bc | Diff |
| ---- | ------------ | --- | -- | - | - | -- | -- | -- | ---- |
| 7    | Tindastóll P | 26  | 21 | 7 | 5 | 9  | 24 | 36 | -12  |
| 8    | Keflavík     | 24  | 21 | 6 | 6 | 9  | 15 | 29 | -14  |
| 9    | ÍBV          | 21  | 21 | 6 | 3 | 12 | 20 | 37 | -17  |
| 10   | Selfoss      | 11  | 21 | 3 | 2 | 16 | 12 | 40 | -28  |

|  | Relégué en deuxième division                                                             |
|  | (T) Tenant du titre (C) Vainqueur de la Coupe d'Islande (P) : Promu de deuxième division |

## Statistiques individuelles
|    | Joueuse                     | Club       | Buts |
| -- | --------------------------- | ---------- | ---- |
| 1. | Bryndis Arna Nielsdottir    | Valur      | 15   |
| 2. | Agla María Albertsdóttir    | Breiðablik | 10   |
| 3. | Murielle Tiernan            | Tindastóll | 8    |
| 3. | Katla Tryggvadóttir         | Þróttur    | 8    |
| 3. | Sandrra Jessen              | Þór/KA     | 8    |
| 3. | Birta Georgsdóttir          | Breiðablik | 8    |
| 3. | Andrea Mist Pálsdóttir (en) | Stjarnan   | 8    |
| 3. | Katrín Ásbjörnsdóttir (en)  | Breiðablik | 8    |

## Bilan de la saison
| Championnat d'Islande féminin de football 2022        |                      |
| Champion                                              | Valur Reykjavik      |
| Dauphin                                               | Breiðablik Kopavogur |
| Coupes et trophées                                    |                      |
| Vainqueur de la Coupe d'Islande 2023                  | Víkingur Reykjavik   |
| Qualifications continentales                          |                      |
| Ligue des champions féminine de l'UEFA 2024-2025      | Valur Reykjavik      |
| Ligue des champions féminine de l'UEFA 2024-2025      | Breiðablik Kopavogur |
| Promotions et relégations                             |                      |
| Promus en Championnat d'Islande féminin de football   |                      |
| Relégués en Championnat d'Islande féminin de football | ÍB Vestmannaeyja     |
| Relégués en Championnat d'Islande féminin de football | UMF Selfoss          |